# بیهایو (کنتاکی)
بیهایو (به انگلیسی: Beehive) یک منطقهٔ مسکونی در ایالات متحده آمریکا است که در شهرستان پری، کنتاکی واقع شده‌است. بیهایو ۳۱۶٫۰۸ متر بالاتر از سطح دریا واقع شده‌است.